# Joan Stam
Johanna Anna Josephine (Joan) Stam (Ursem, 8 maart 1945) is een Nederlands voormalig D66-politicus en burgemeester.

## Jeugd
Stam is geboren in het Noord-Hollandse Ursem, op een boerderij in de buurtschap Noorddijk. Ze was de tweede telg en oudste dochter van een katholiek boerengezin dat bestond uit totaal negen personen. Na de lagere school in Ursem ging zij naar het gymnasium op het Sint Werenfridus Lyceum in Hoorn.

## Opleiding en loopbaan
Stam verhuisde op haar achttiende naar de stad Groningen om Frans te studeren aan de Rijksuniversiteit Groningen. In 1966 verhuisde zij met haar man, een arts, naar de pastoriewoning van de Doopsgezinde kerk in Middelstum. Op haar vierentwintigste studeerde zij af. Inmiddels had zij ook haar eerste kind gekregen. Toen haar man klaar was met zijn medisch specialisme verhuisden zij naar Lochem. Twee jaar later verhuisden zij naar Huizinge. Zij woonden daar op de kop-hals-rompboerderij Melkema, die zij restaureerden.
Stam ging vervolgens Nederlands studeren aan de Rijksuniversiteit Groningen en is in 1976 hierin afgestudeerd. Ze was inmiddels moeder van drie kinderen geworden. Ze ging les geven aan het Fivelcollege in de vakken Frans en Nederlands. In die tijd werd zij ook lid van D66 (tot 1985 D'66 met apostrof). In 1981 werd zij tussentijds lid van de Provinciale Staten van Groningen en in 1982 kwam zij op de kandidatenlijst terecht van D66 in Groningen voor de Provinciale Statenverkiezingen van 1982. In 1987 is zij gestopt met het Statenwerk.
Stam haar man overleed in 1988 en verhuisde zij terug naar de stad Groningen. Zij ging de fractie van D66 in de gemeente Groningen ondersteunen, onder andere door vergaderingen bij te wonen. Ze werd vervolgens fractievoorzitter van de D66 in Groningen en in 1994 werd zij er wethouder van Economische Zaken en Verkeer & Vervoer. Voor haar wethouderschap had zij ook al een rechtenstudie gevolgd.
Stam was vanaf 16 november 1998 burgemeester van De Marne. Zij volgde Johan Bruins Slot op die dijkgraaf was geworden van Waterschap Westfriesland. Zij verhuisde vervolgens naar Wehe-den Hoorn. Hier leerde zij in 2003 haar huidige partner kennen. Later verhuisde zij naar een boerderij in Leens. Op 1 januari 2010 stopte zij als burgemeester van De Marne. In 2017 verhuisde zij naar een appartement in de stad Groningen.

## Waddenzee
Stam heeft verschillende functies vervuld die met het nationale of internationale beheer van de Waddenzee te maken hebben. Zo was zij voorzitter van de Vereniging van Waddenzeegemeenten, lid van het Regionaal College Waddengebied, lid van het trilaterale Wadden Sea Forum, een internationale groep stakeholders in het internationale Waddengebied en lid van de Regiekamer voor het programma Rijke Waddenzee, dat bedoeld was om de Nederlandse Waddenzee beter te leren kennen en beheren.